# Achtlandenalliantie

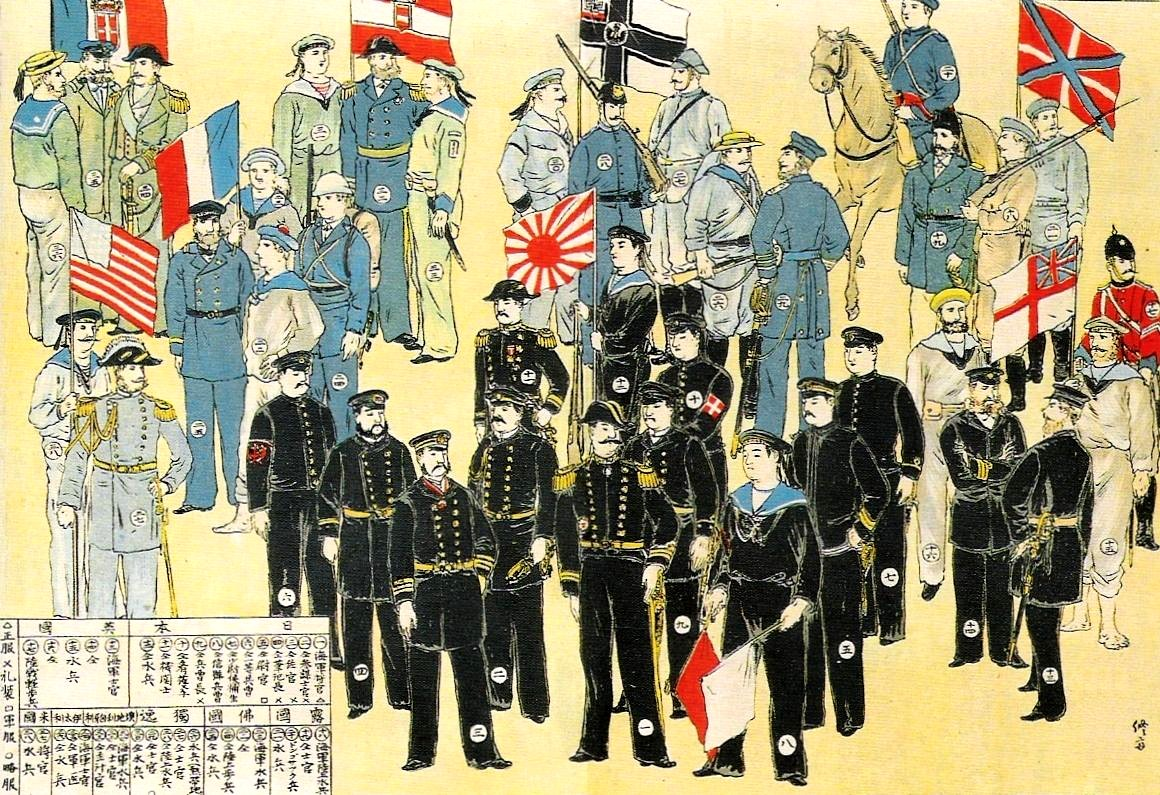
Militairen van de Machten tijdens de Bokseropstand, met hun marinevlaggen, van links tot rechts: Italië, Verenigde Staten, Frankrijk, Oostenrijk-Hongarije, Japan, Duitsland, Verenigd Koninkrijk, Rusland. Japanse prent, 1900.

De Achtlandenalliantie (Vereenvoudigd Chinees: 八国联军; Traditioneel Chinees: 八國聯軍; Hanyu pinyin: bāguó liánjūn) was een alliantie van acht grote mogendheden die met militaire troepen ingrepen in China om de anti-buitenlandse Bokseropstand te onderdrukken en de belegering van diplomatieke gezantschappen te verlichten. De acht landen waren Oostenrijk-Hongarije, Frankrijk, Duitsland, Italië, Japan, Rusland, het Verenigd Koninkrijk en de Verenigde Staten.